# Gefallenendenkmal Barsinghausen

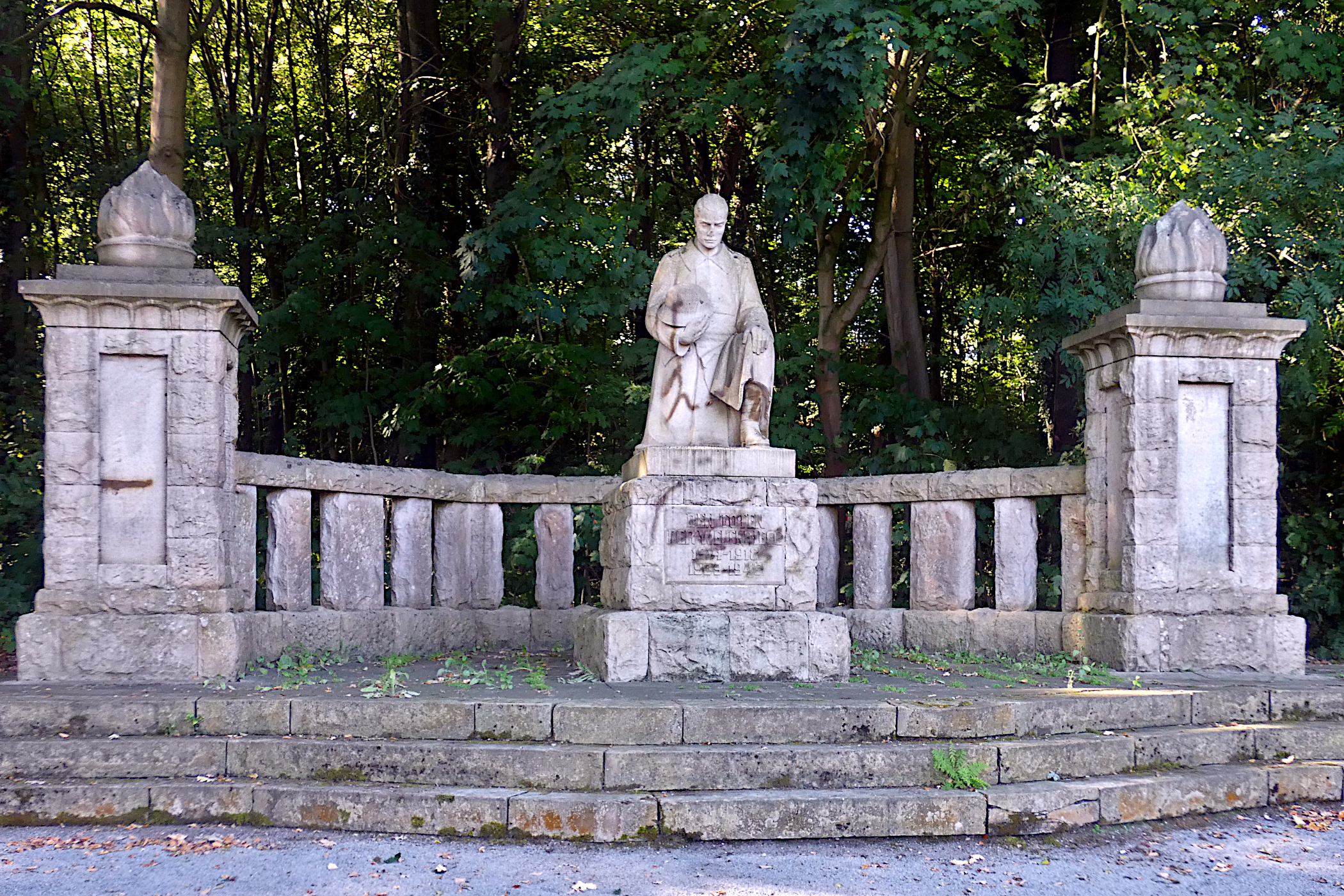
Barsinghausens Gefallenendenkmal am Waldhof

Das Gefallenendenkmal Barsinghausen ist ein Kulturdenkmal in Barsinghausen in der Region Hannover in Niedersachsen.

## Geschichte

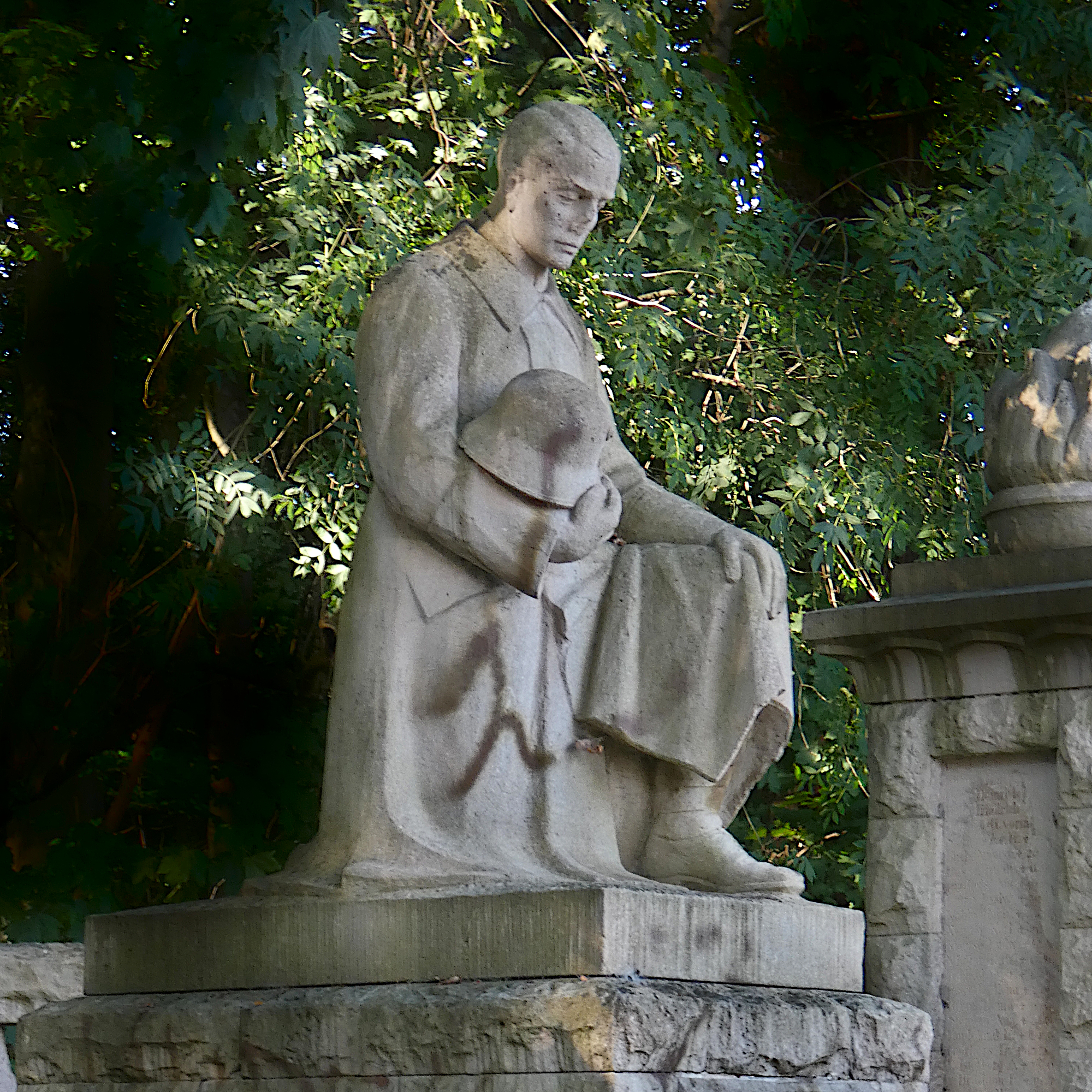
Statue des knieenden Soldaten

Das Denkmal für die aus Barsinghausen stammenden Gefallenen der Weltkriege steht am Hang des Deisters oberhalb des Ortskerns.
Der Entwurf des Denkmals wird dem Berliner Bildhauer Hans Dammann zugeschrieben.
Dammann schuf in den 1920er Jahren mindestens 70 Kriegerdenkmäler.
Die Denkmalanlage für die Gefallenen des Ersten Weltkriegs baute der Barsinghäuser Steinbildhauermeister Lohof.
Die Einweihung war am 18. August 1929.
Nach dem Zweiten Weltkrieg wurde am Sockel in der Mitte des Denkmals eine Tafel mit Inschrift angebracht. Diese widmet das Denkmal seither „den Toten der Weltkriege“.
Das Denkmal am Waldhof ist jährlich am Volkstrauertag der Ort der Kranzniederlegung der Vertreter von Rat und Verwaltung sowie der Vereine des Stadtteils Barsinghausen.
Zum Antikriegstag findet am Denkmal eine gemeinsame Kundgebung von DGB, VVN und Omas gegen Rechts statt.

## Beschreibung

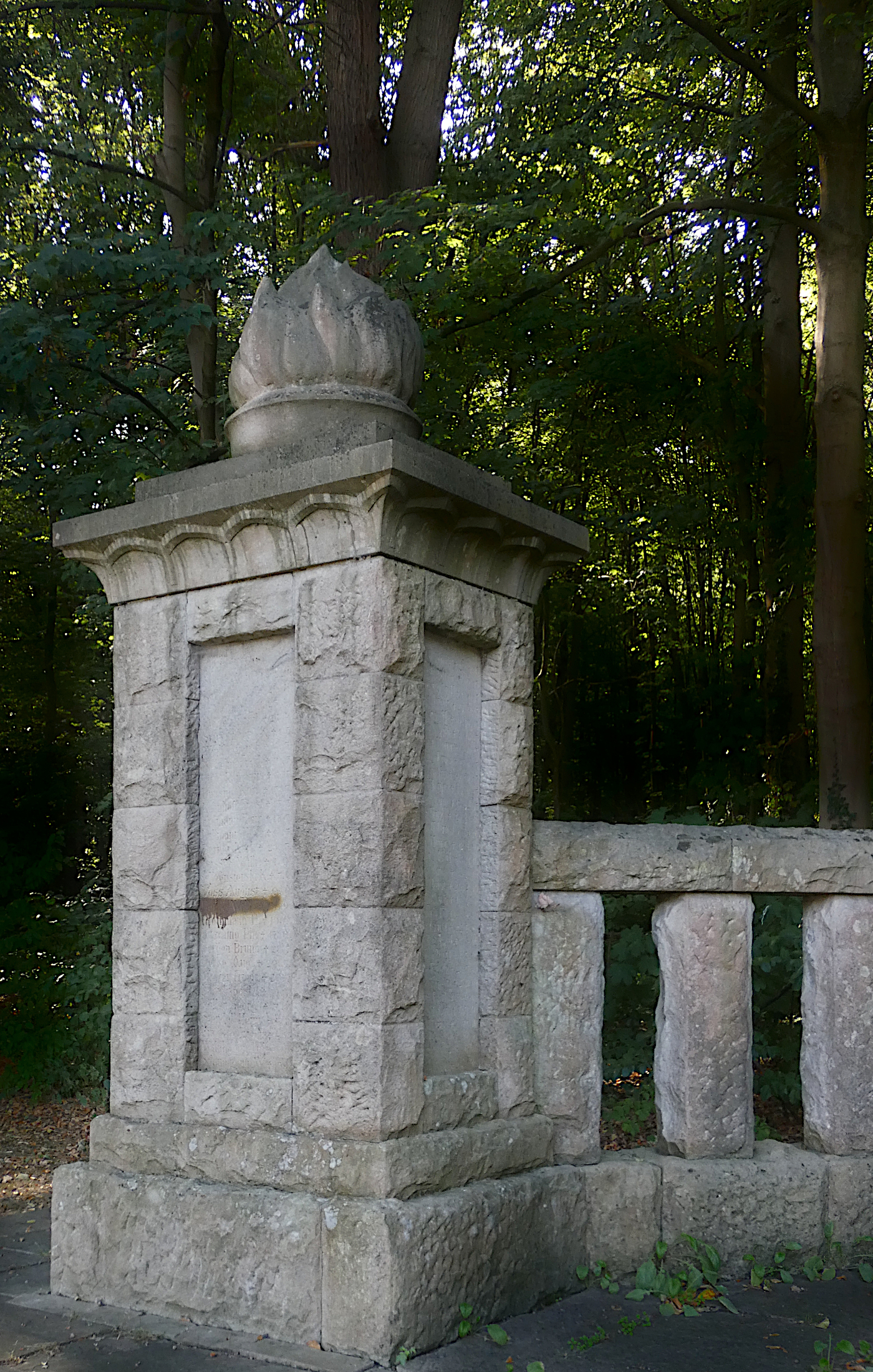
Pfeiler mit Namenslisten

Der Gefallenendenkmal ist auf einem durch eine breite dreistufige Treppe zugänglichen Plateau aufgebaut. Der Platz vor dem Denkmal ist mit grauem Splitt befestigt.
Das Baumaterial des 8,20 m breiten und 3,20 m hohen mehrteiligen Denkmals war vor allem grob bossierter Thüster Kalkstein.
Mittelpunkt ist die aus Sandstein gefertigte lebensgroße Darstellung eines mit abgenommenen Helm und andächtig gesenkten Kopf knienden Soldaten.
Der Sockel trägt an seiner Vorderseite die erst nach dem Zweiten Weltkrieg angebrachte Inschrift „den Toten der Weltkriege“.
Etwa drei Meter entfernt stehen zu beiden Seiten des Soldaten zwei quadratische Pfeiler. Sie tragen als Bekrönung je eine aus Stein gefertigte Nachbildung einer brennenden Feuerschale.
Die beiden Pfeiler werden durch eine  hinter der Soldatenstatue kreissegmentförmig verlaufende Balustrade verbunden.
In die Seiten der Pfeiler sind Tafeln mit nach Todestag geordneten Listen der Barsinghäuser Gefallenen und Vermissten im Ersten Weltkrieg eingelassen. Es gibt keine Listen für die Opfer des Zweiten Weltkriegs.

## Denkmalschutz
Das „Gefallenendenkmal Barsinghausen“ ist als Einzeldenkmal gemäß § 3 Abs. 2 NDSchG mit der Objekt-ID 31114166 geschützt.
An der Erhaltung des Denkmals besteht aufgrund des geschichtlichen Zeugnis- und Schauwertes ein öffentliches Interesse.